# Боторка
Боторка (рум. Botorca) — село у повіті Муреш в Румунії. Адміністративно підпорядковане місту Тирневені.
Село розташоване на відстані 248 км на північний захід від Бухареста, 35 км на південний захід від Тиргу-Муреша, 76 км на південний схід від Клуж-Напоки, 122 км на північний захід від Брашова.

## Населення
За даними перепису населення 2002 року у селі проживали 374 особи.
Національний склад населення села:
| Національність | Кількість осіб | Відсоток |
| -------------- | -------------- | -------- |
| румуни         | 306            | 81,8%    |
| угорці         | 67             | 17,9%    |

Рідною мовою назвали:
| Мова      | Кількість осіб | Відсоток |
| --------- | -------------- | -------- |
| румунська | 322            | 86,1%    |
| угорська  | 52             | 13,9%    |